# Katarzyna Wąsowska
Katarzyna Wąsowska (née Walawender le 3 juin 1982 à Jarosław) est une ancienne joueuse de volley-ball polonaise. Elle mesure 1,78 m et jouait au poste de réceptionneuse-attaquante.

## Clubs
| Club                             | De        | À         |
| -------------------------------- | --------- | --------- |
| Siarka Tarnobrzeg                |           | 2003-2004 |
| MKS Łańcut                       | 2004-2005 | 2005-2006 |
| AZS KSZO Ostrowiec Świętokrzyski | 2006-2007 | 2006-2007 |
| AZS Białystok                    | 2007-2008 | 2008-2009 |
| Dąbrowa Górnicza                 | 2009-2010 | 2009-2010 |
| KS Piecobiogaz Murowana Goślina  | 2010-2011 | 2010-2011 |
| AZS UEK Cracovie                 | 2011-2012 | 2012-2013 |
| Geraer VC                        | 2013-2014 | 2013-2014 |
| KRS Ekstrim Gorlice              | 2014-2015 | 2014-2015 |